# パパ・タラフマラ舞台芸術研究所
パパ・タラフマラ舞台芸術研究所（パパ・タラフマラぶたいげいじゅつけんきゅうじょ、英語：Pappa TARAHUMARA Performing Arts Institute、英語略称：P.A.I.）は、パパ・タラフマラ芸術監督の小池博史によって1995年に設立された総合舞台表現学校。

## 概要
パパ・タラフマラの附属研究所である。演劇、ダンス、音楽など舞台表現に必要なからだの基礎力と幅広い視野を養い、コンテンポラリーダンサー、パフォーマーを輩出している。劇団やカンパニーを立ち上げたり、ソロダンサーとして活動する卒業生も多い。年3回、スタジオでの小発表会を行う。そのほか、劇場研修や夏期合宿、特別講義（ゲスト講師を招いての講義やレッスン）等がある。

### 所在地
東京都中野区新井1−1−5

### 授業形態
月、火、木、金の週4回、毎年5月から4月までの1年間。カリキュラムは1年で組まれているが、2年以上の在籍も可能。夏期・冬期休暇をはさみ3学期制で、第1期は7月下旬まで、第2期は9月より12月中旬まで、第3期は1月初旬から。

### 開講科目
- 総合表現、演技1、演技2、ヴォイストレーニング、コンタクトインプロビゼーション、ダンス(クラシック、コンテンポラリー、即興ほか)、ヨガ、アレクサンダーテクニーク、舞踏、音楽、マーシャルアーツ
- 特別講義(特別講師を招いての講演など)
- 集中合宿・スタジオ発表会、劇場研修など

## 常勤講師
- 総合表現  小池博史
- フロアワーク  白井さち子
- コンテンポラリーダンス / リラクゼーション  あらた真生
- ヴォイス&パフォーマンス  関口満紀枝
- クラシックバレエ  縫原弘子
- マーシャルアーツプラス  松島誠
- コンテンポラリーダンス 佐藤昌枝
- コンタクト・インプロヴィゼーション  高橋弘子
- ヨガ  小田雅子

## 非常勤講師
- ヴォイス  小川摩利子
- 演技  今井朋彦
- 舞踏  岩下徹

## 特別講師
- 朝比奈尚行（俳優）
- 伊藤キム（ダンサー）
- 片山正夫（公益財団法人セゾン文化財団理事長）
- 河村錠一郎（一橋大学教授）
- 小林十市（振付家）
- 近藤良平（彩の国さいたま芸術劇場芸術監督）
- 佐竹由美（声楽家）
- 巻上公一（ミュージシャン）
- 南久惠（メイクアップアーティスト）
- 村井健（演劇評論家）
- 山田海蜂（パフォーマー）